# Das Amulett des Todes
Das Amulett des Todes ist ein deutscher Kriminalfilm mit Rutger Hauer, Vera Tschechowa und Horst Frank in den Hauptrollen.

## Handlung
Der junge Kanadier Chris ist ein begeisterter Sportflieger und versteht es, mit seiner kleinen einmotorigen Maschine auch im schwierigsten Gelände zu starten und zu landen. Als er eines Tages von einem undurchsichtigen Ganovenboss namens Himmel dazu angeheuert wird, für 5000 Mark pro Flug geheimnisvolle Schmuggelware über die Landesgrenze nach Schweden zu fliegen, nimmt er das Angebot an, im Glauben, dies sei leicht verdientes Geld. Dann aber hat Chris den unglückseligen Einfall, die Gangster abzuzocken. Mit rund einer Million Mark in einem Handkoffer flieht er vor Boss Himmel und dessen eiskalten Killer Arthur sowie dem Handlanger Stazi in die hessische Provinz, in der Hoffnung, dass man ihn hier nicht aufstöbern wird. Hier findet der von seinen einstigen Auftraggebern angeschossene Chris Unterschlupf im Wochenendhaus der jungen Lehrerin Corinna, die ihn aufnimmt und der er die ganze Geschichte erzählt. Beide kommen sich schnell näher, doch ihr Glück ist nur von kurzer Dauer, denn bald stehen Himmels Leute mitsamt Arthur vor der Tür, nehmen Corinna als Geisel und entführen sie, um Chris unter Druck zu setzen und das Geld wieder herauszurücken. Es kommt zu Prügeleien, und Himmel stirbt durch einen Messerstich. Schließlich fliehen Corinna und Chris in einem Kleinwagen, mit dem toten Himmel auf dem Beifahrersitz und den verbliebenen beiden Gangstern im Genick …

## Produktionsnotizen
Das Amulett des Todes entstand im Herbst 1974 und lief am 18. Juli 1975 an. Das titelgebende Amulett soll den Schutzpatron der Schmuggler zeigen.
Die TV-Serienstars Walter Richter (Tatort-Kommissar Trimmel) und Günther Stoll (Derrick-Gehilfe Schröder) als abgehalfterte, eiskalte Ganoven traten hier zum letzten Mal in einem Kinofilm auf.

## Kritik
„Ein hinter seinen hohen Ansprüchen nur belangloser Gangsterfilm.“